# Люляково (Бургасская область)
Люляково (болг. Люляково) — село в Болгарии. Находится в Бургасской области, входит в общину Руен. Население составляет 1790 человек (2022).

## Политическая ситуация
В местном кметстве Люляково, в состав которого входит Люляково, должность кмета (старосты) исполняет Добрин Бончев Стоянов (независимый) по результатам выборов правления кметства.
Кмет (мэр) общины Руен — Дурхан Мехмед Мустафа (Движение за права и свободы (ДПС)) по результатам выборов в правление общины.